# Psycho Pinball
Psycho Pinball är ett flipper-dator/TV-spel utvecklat och utgivet av Codemasters, och släppt till Sega Mega Drive i Storbritannien, och MS-DOS i USA. Det finns fyra olika banor; Wild West (Vilda västern), Trick or Treat (Halloween), The Abyss (Karibien under vattnet), och slutligen Psycho (ett nöjesfält).

### Fotnoter
1. ↑  ”Psycho Pinball” (på engelska). Mobygames. http://www.mobygames.com/game/psycho-pinball. Läst 7 juni 2014.